# Schöpfsieb

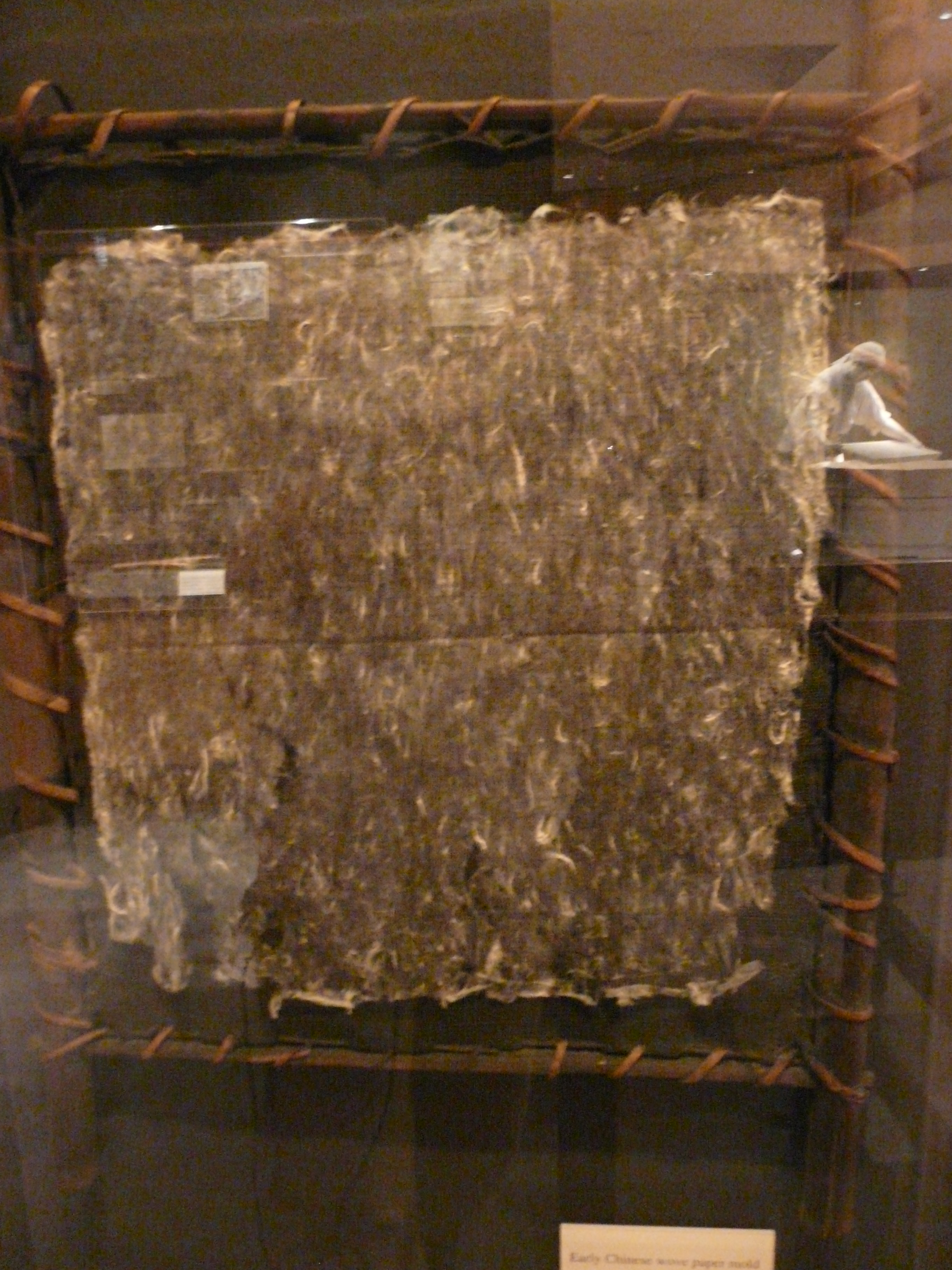
Frühes Chinesisches Schöpfsieb

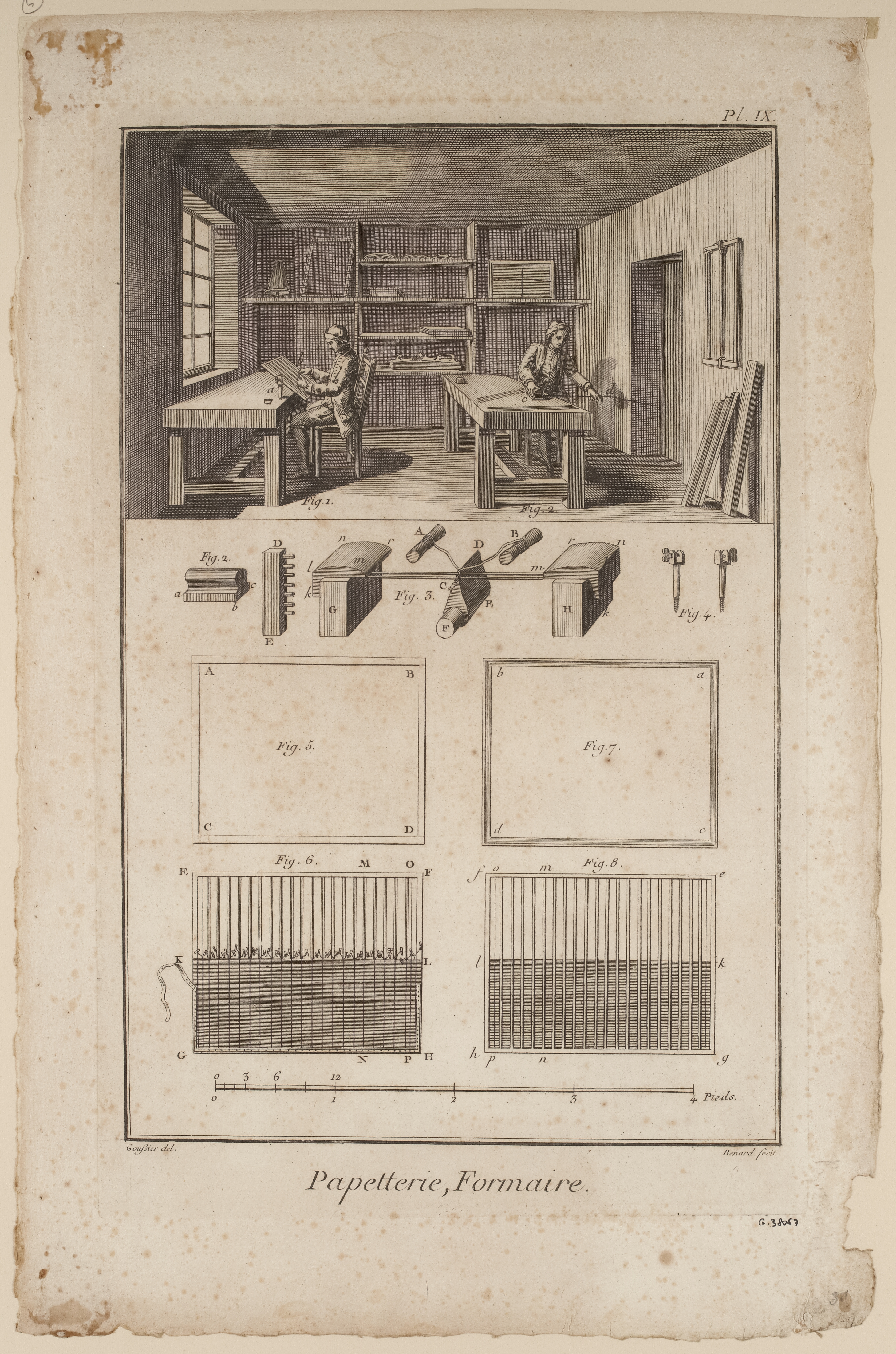
Anfertigung eines Schöpfsiebs, Pl. IX, Papetterie, Formaire, Diderot's Encyclopedia, ca. 1760

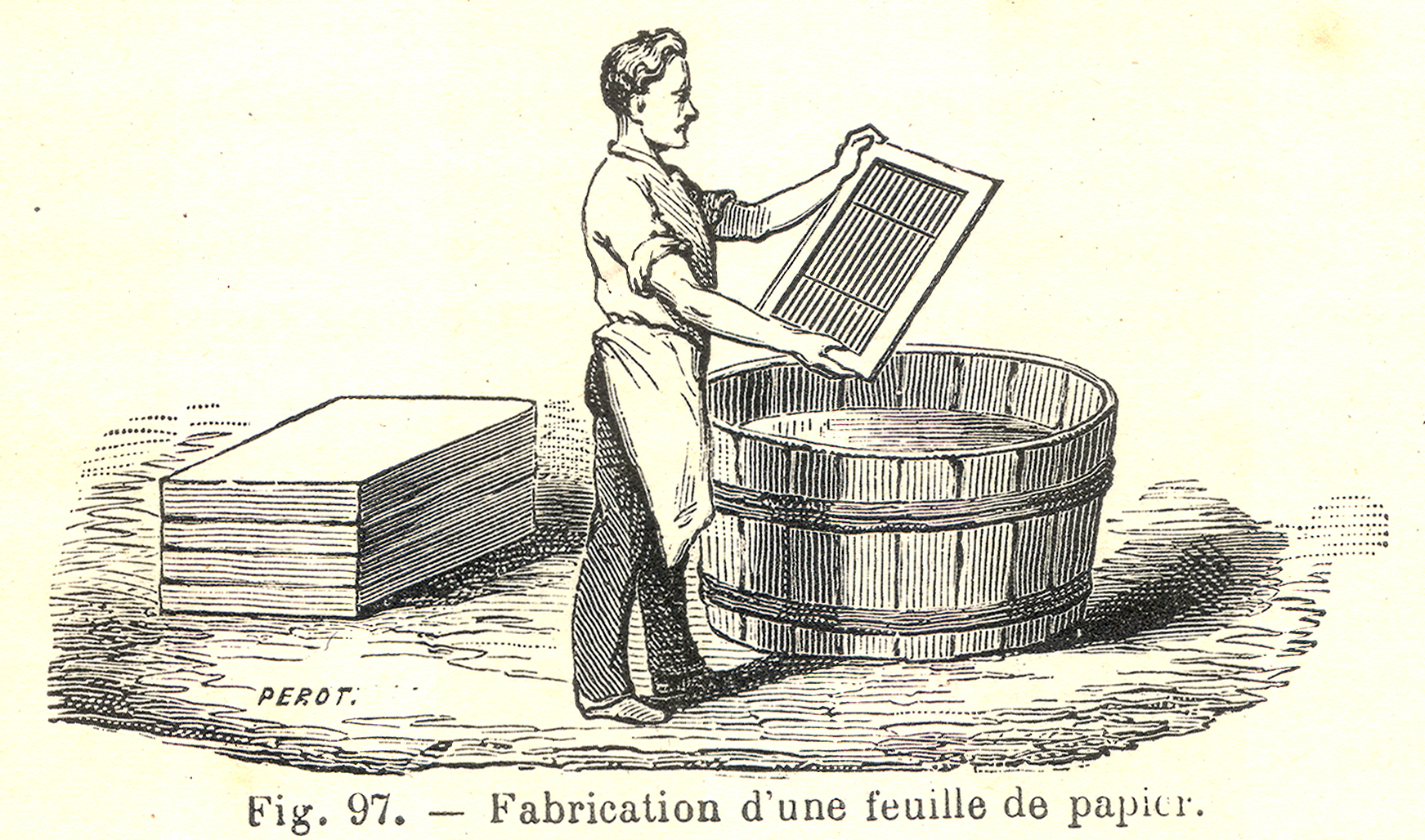
Vereinfachte Darstellung des Papierschöpfens. Der Papiermacher hält ein Schöpfsieb vor der Bütte.

Ein Schöpfsieb, auch Schöpfform genannt, ist ein Werkzeug der traditionellen Herstellung von handgeschöpftem Papier, Büttenpapier oder nach dem Eingießverfahren, ein ursprüngliches aus China stammendes manuelles Verfahren zur Papierherstellung, bei dem die Papierfasern in ein auf einem Teich schwimmendes Sieb eingegossen werden (heute nur noch in Nepal, Bhutan und Nordthailand gebräuchlich).

## Geschichte
Die ersten chinesischen Schöpfsiebe bestanden aus Rosshaar, Seide und Bambus, frische Pflanzenstängel von Schilf oder anderen Gräsern. Sie wurden zusammen verflochten und ergaben auf diese Weise eine flexible Matte. Die ersten Siebe hatten noch keinen abnehmbaren Rahmen, später bestanden die damalige Handschöpfform der Chinesen aus einem Rahmen, in dem ein mit Seidenfäden oder Tierhaaren verbundenes, feines Bambusgeflecht lose angebracht war und auf den beim Schöpfen ein Deckel gesetzt wurde, damit seitlich kein Stoff abfließen konnte. Später benutzten die Araber dafür Bronzedrähte, In der ostasiatischen Papiermacherei, verwenden die Hersteller, teilweise noch heute, Siebe die mit Tüchern bespannt sind. Die Textilsiebe eignen sich besonders für das Eingießverfahren, bei dem der Papierbrei nicht aus dem Wasser geschöpft, sondern in das Sieb gegossen wird. In Europa wurde dann das starre Schöpfsieb aus Metalldraht eingeführt,  später wurden die Gitter aus Kupfer, Messing, galvanisiertem Stahl-, Aluminium- und rostfreiem Stahldraht oder Chemiefasern hergestellt.

## Technischer Aufbau
Es ist ein rechteckiger Holzrahmen, dessen Boden ein feines Gitter mit einem eigenen Holzrahmen bildet. Das Schöpfsieb besteht aus zwei Teilen, dem Siebrahmen Form (Sieb) und dem Formrahmen Deckel (Rahmen). Es gibt zwei westliche Typen: die gerippte (Vergé) und die gewebte (Velin) Form. Die gerippte Form ähnelt der japanischen Sugeta, nur dass das Schöpfsieb fest an der Form angebracht ist und aus dünnen Drähten besteht. Das Gitter hinterlässt im Papier ein individuelles Muster aus sogenannten Ripp- und Kettlinien. Der Holzrahmen (Deckel) lässt sich zum Ablegen des frischen Rohbogens auf einem Filz, abnehmen.
Die Größe des Papierbogens wird von der Größe des Siebes bestimmt. Die Gitterfäden parallel zur Längskante liegen dicht und sind die Rippen. Mit einigen Zentimetern Abstand untereinander verlaufen rechtwinklig zu den Rippen die Stege. Zur Herstellung eines Wasserzeichens, wird auf einem Metall-Schöpfsieb eine zusätzliche und erhaben ausgebildete Kontur aus Draht aufgebracht. An dieser Stelle wird das Papier nachher dünner sein und somit stärker durchscheinend als der größere Teil des Blattes.
Der Schöpfrahmen besteht aus einem besonders wasserbeständigen und deshalb sich kaum verformenden Holz. Oft hing er an einer in Überkopfhöhe angebrachten und ausholend federnden Holzwippe, um den Papiermachern die körperlich schwere Schöpfarbeit zu erleichtern. Mit ihm erzeugte man Blätter üblicherweise bis zu einem Format von 42 × 33 cm und in geringerer Stückzahl auch mit größeren Dimensionen.

## Handhabung des Schöpfsiebes
Mit dem Schöpfsieb wird aus der Bütte der aufgeschlämmte Faserbrei aus Hadern oder Zellulose geschöpft, das überschüssige Wasser tropft durch das Sieb und die festen Faserstoffe bleiben auf dem Sieb liegen. Dabei muss der Schöpfende den Rahmen geschickt schütteln, um eine höchstmögliche Verfestigung der Fasern untereinander zu erlangen. Ein zweiter Papiermacher (der Gautscher) stürzt (gautscht) das Sieb mit dem frischen Papier auf einen Filz und lässt es einen Moment darauf liegen. Inzwischen nimmt der Papiermacher ein zweites Sieb und setzt es zum erneuten Schöpfen in den Rahmen ein. Wenig später hat der Filz etwas Wasser aus der Papiermasse gesaugt und dadurch verfestigt sich der Faserbrei unter dem Sieb. Der zweite Mann entfernt das erste Sieb und legt einen weiteren Filz auf das gerade abgelegte Blatt, worauf der nächste Bogen abgegautscht werden kann. Insgesamt kommen an der Bütte nach der traditionellen Methode 181 Blätter zwischen 182 Filze. Zum Vorgang gehört noch eine Gautschpresse, in dieser wurde der Filz-Papier-Stapel, zum Antrocknen des Papiers, abgepresst. Ein dritter Papiermacher entnahm die noch feuchten Papierbogen dem Filzstapel und brachte sie zum Aufhängen.

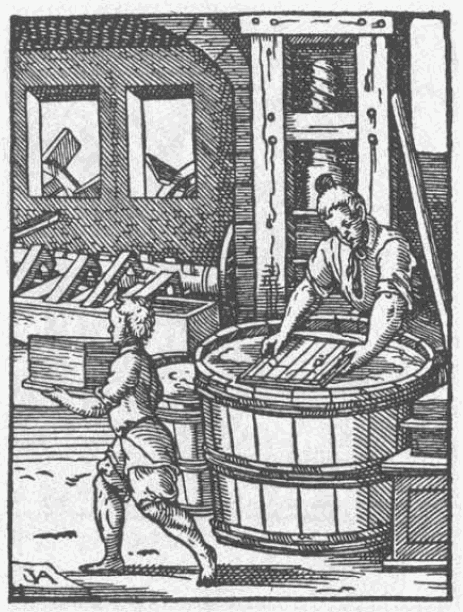
Papiermacher mit dem Schöpfsieb an der Bütte. Im Hintergrund die Gautschpresse, Jost Amman 1568
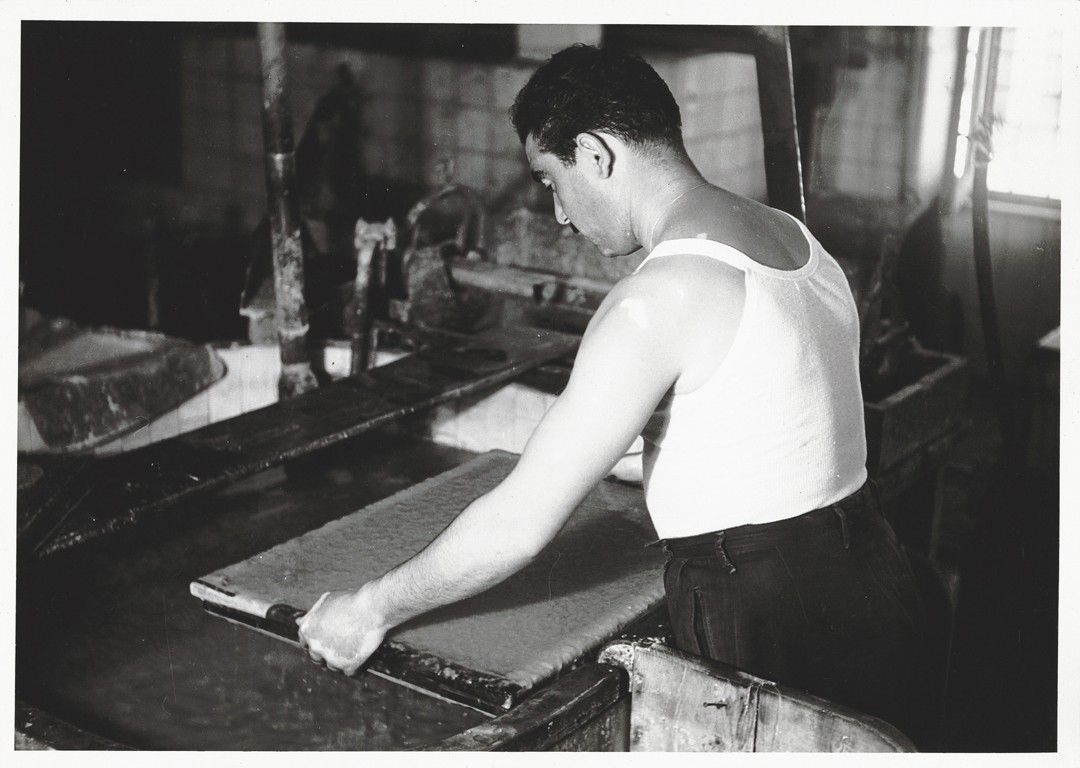
Schöpfen von Sicherheitspapier in der Cartiere Miliani, Fabriano um 1950
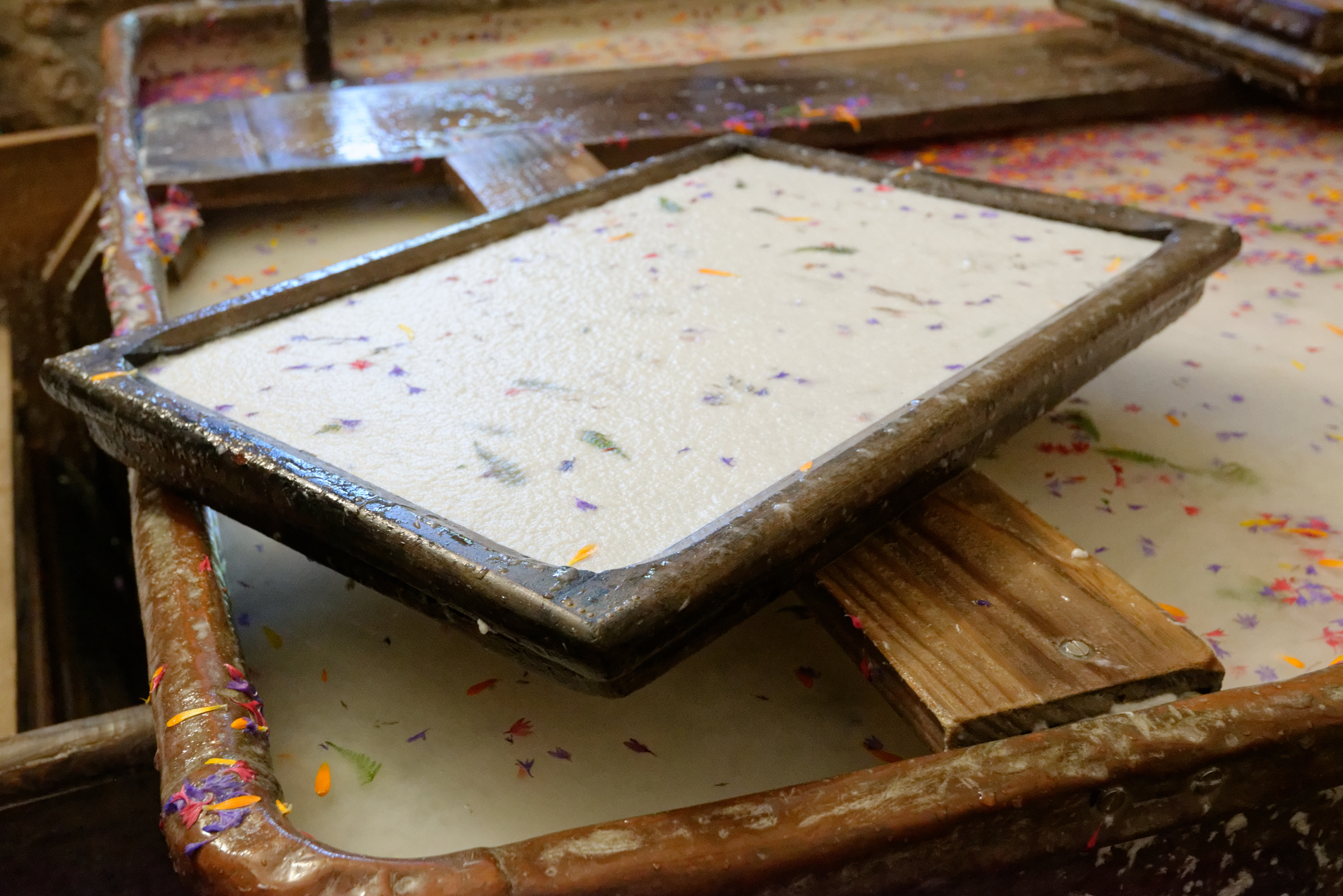
Moulin Richard de Bas, Ambert, Funktion des Deckels
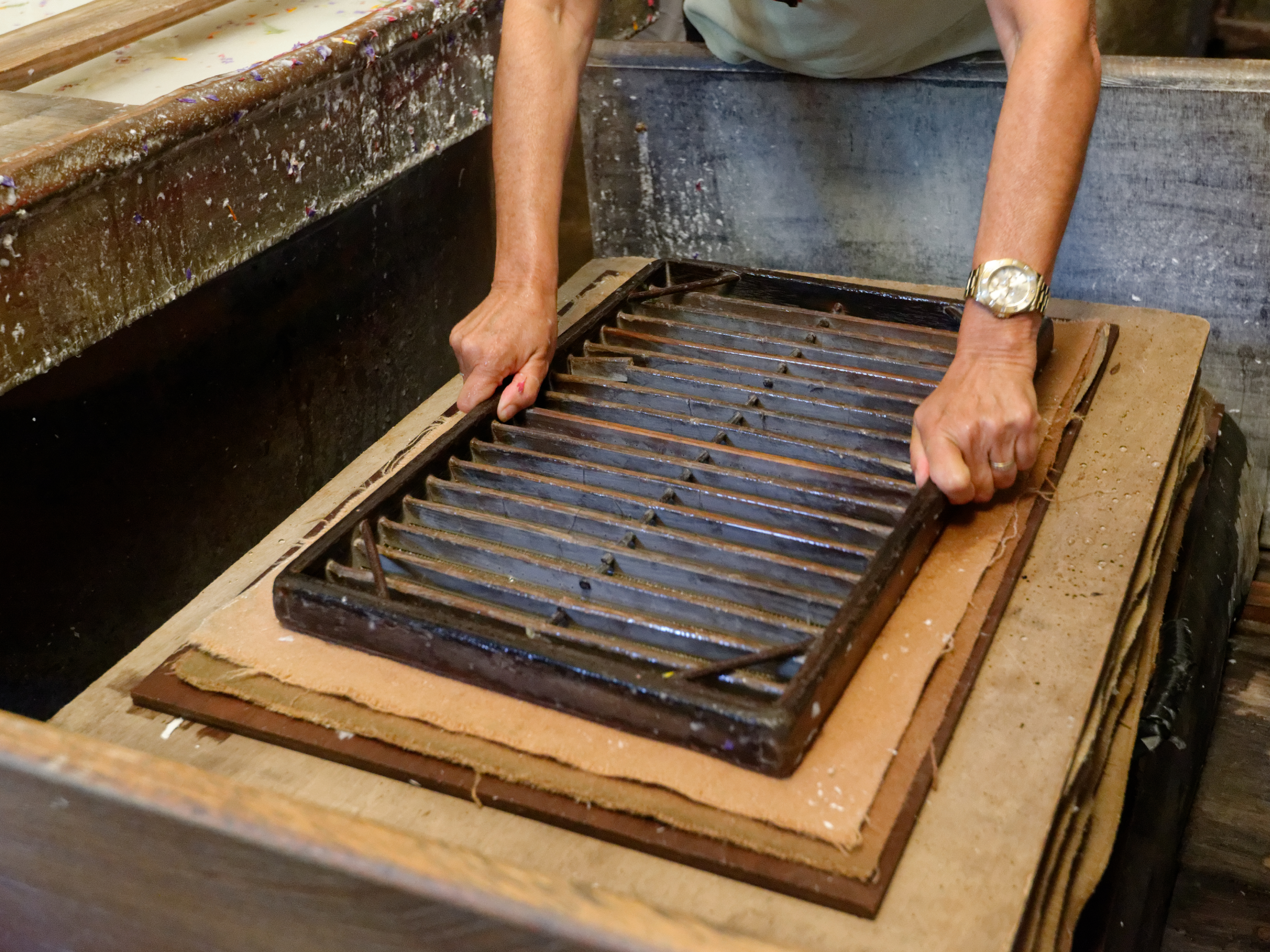
Moulin Richard de Bas, Ambert, Abgautschen des Schöpfsiebs
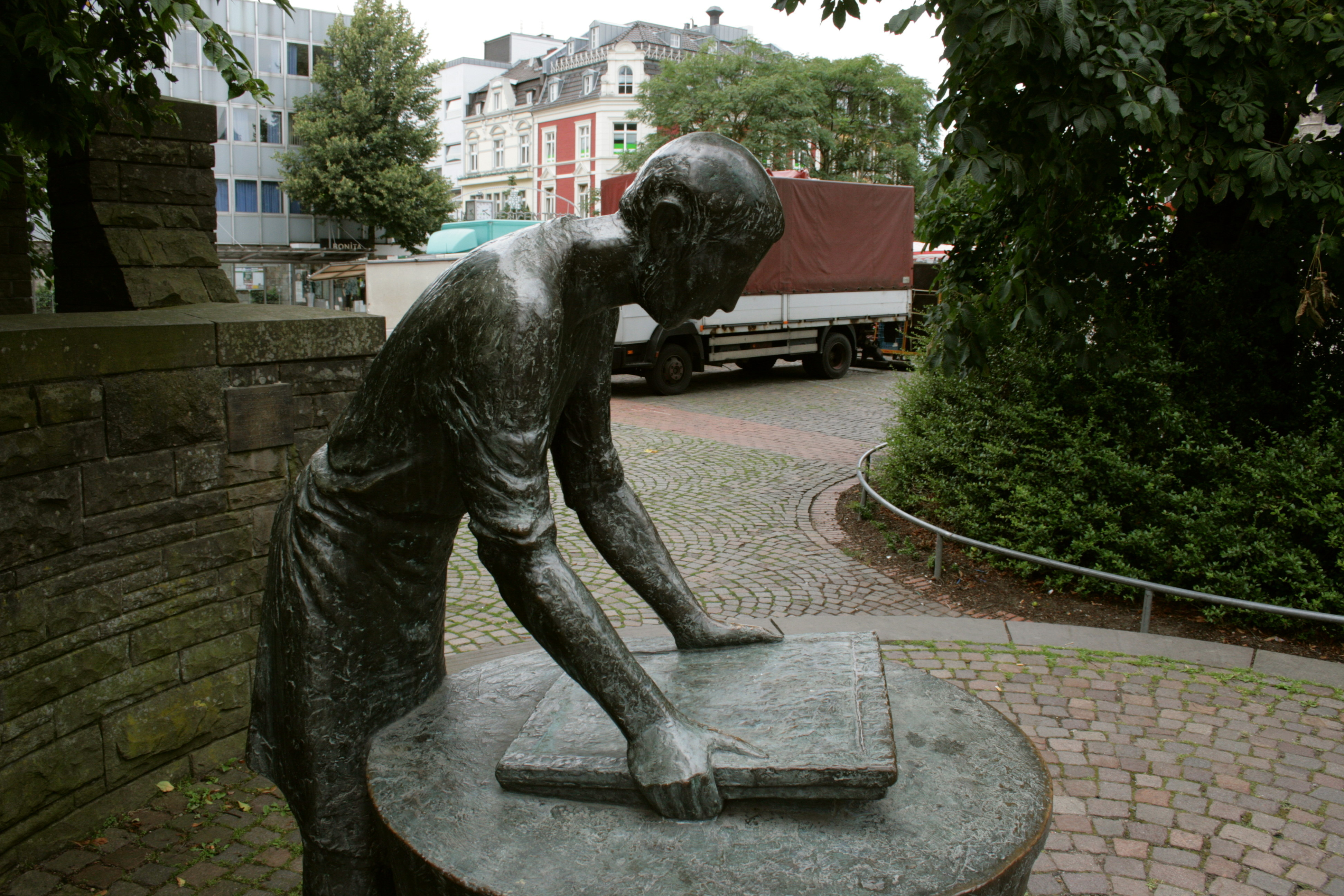
“Papierschöpfer” von Werner Franzen, Konrad-Adenauer-Platz in Bergisch Gladbach

## Sammlungen
Umfangreiche Bestände an Schöpfformen finden sich in ehemaligen oder noch aktiven Handschöpfbetrieben wie der Cartiere Miliani Fabriano sowie in musealen Sammlungen wie der Stiftung Zanders in Bergisch Gladbach, im Bestand des Deutschen Buch- und Schriftmuseums und des Germanischen Nationalmuseums oder dem Robert C. Williams Paper Museum, Atlanta, DeKalb County, Georgia, das heute die von Dard Hunter zusammengetragene Sammlung beherbergt.

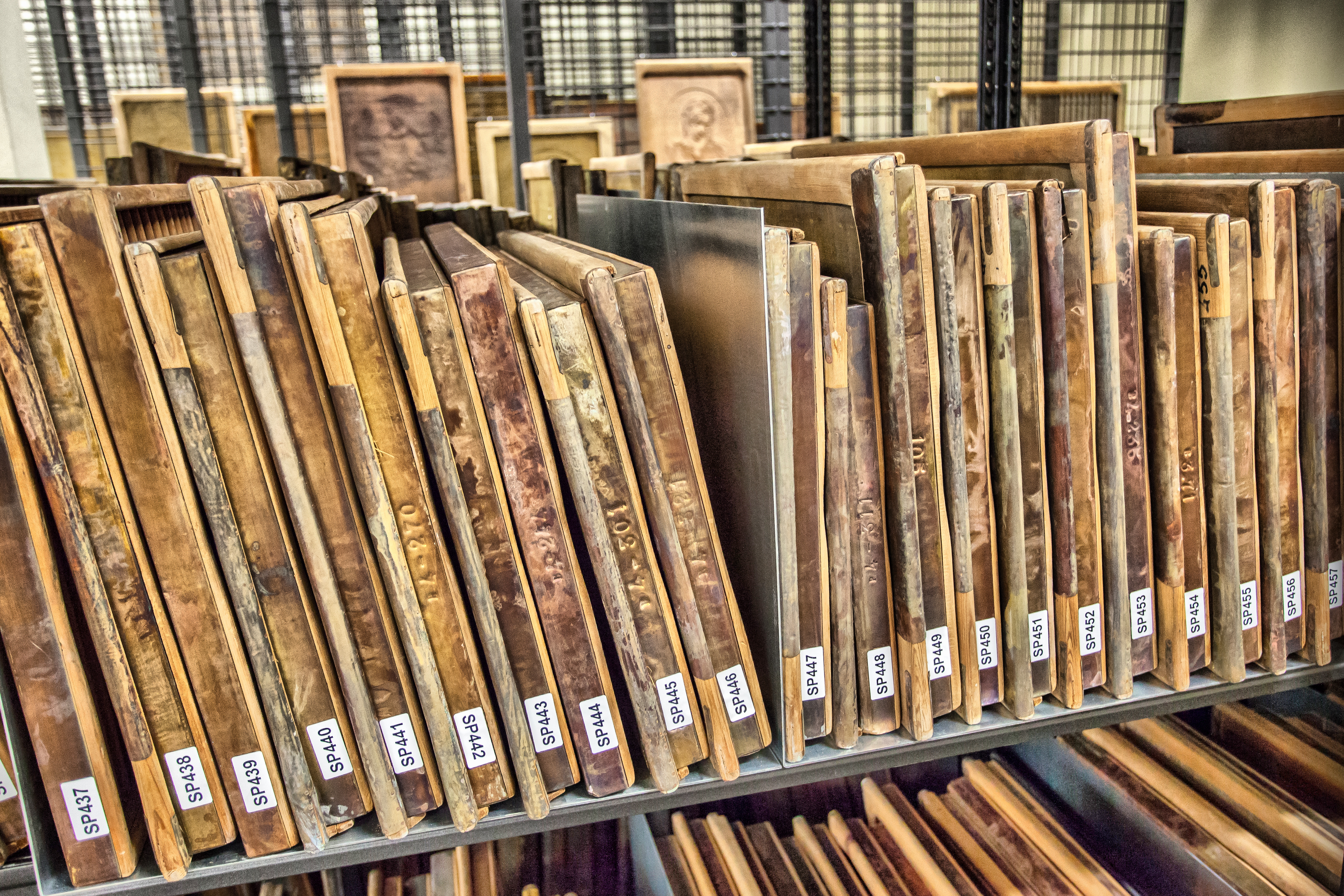
Formen zum Handpapierschöpfen im Bestand der Cartiere Miliani Fabriano
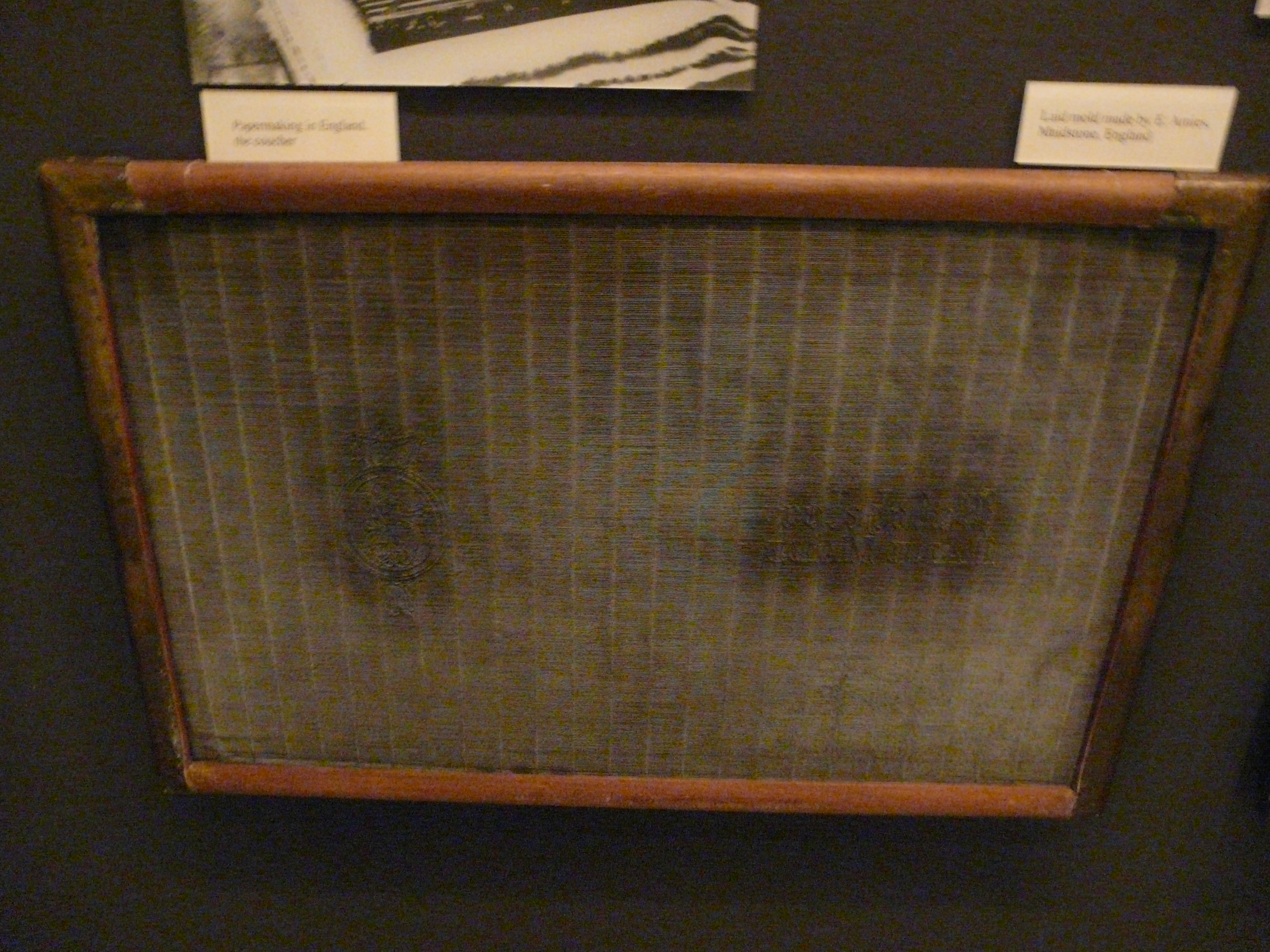
Schöpfsieb. Auf dem Sieb die befestigten Drähte für das Wasserzeichen
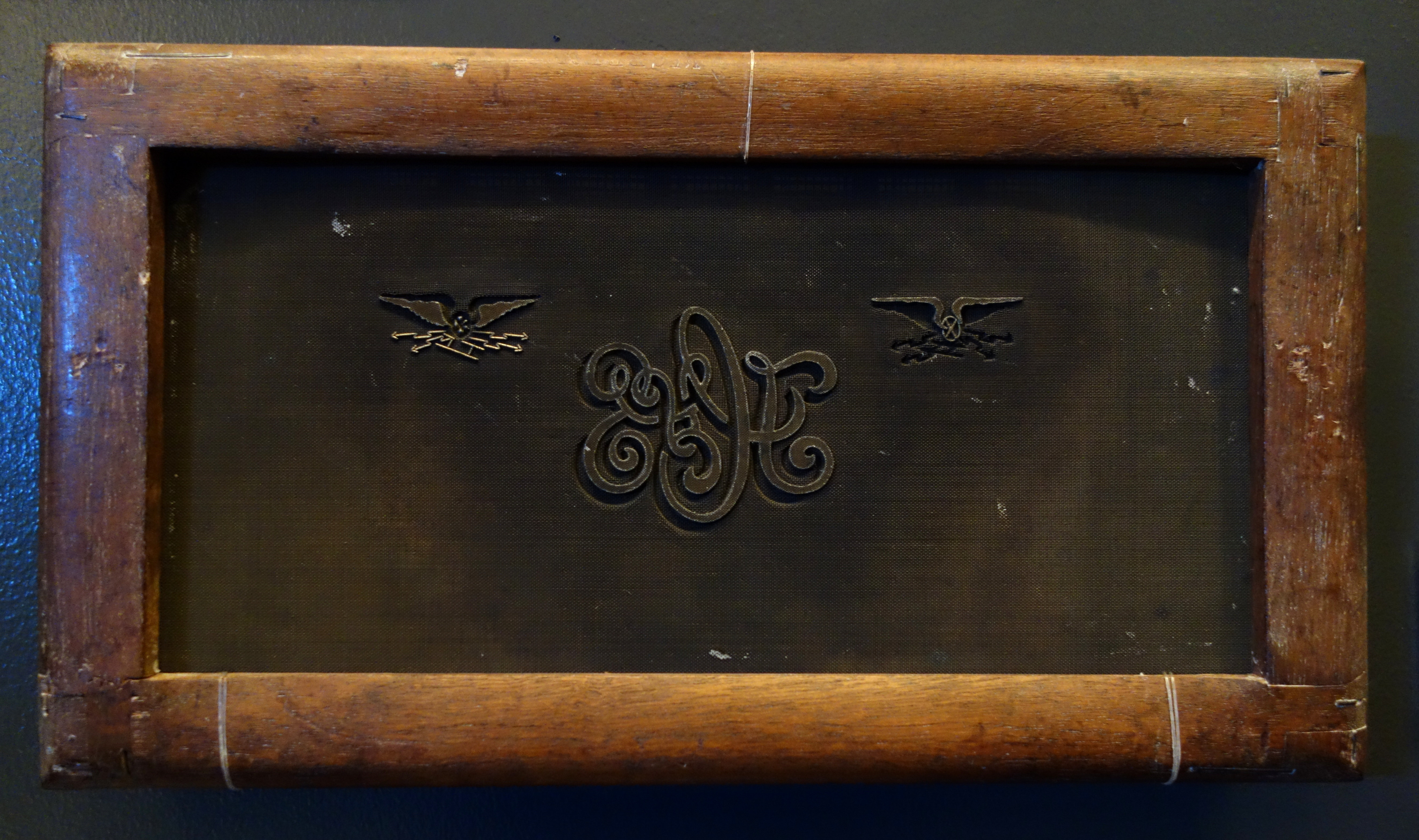
Für Licht- und Schattenwasserzeichen von W. Green, London, England, gemachtes Schöpfsieb
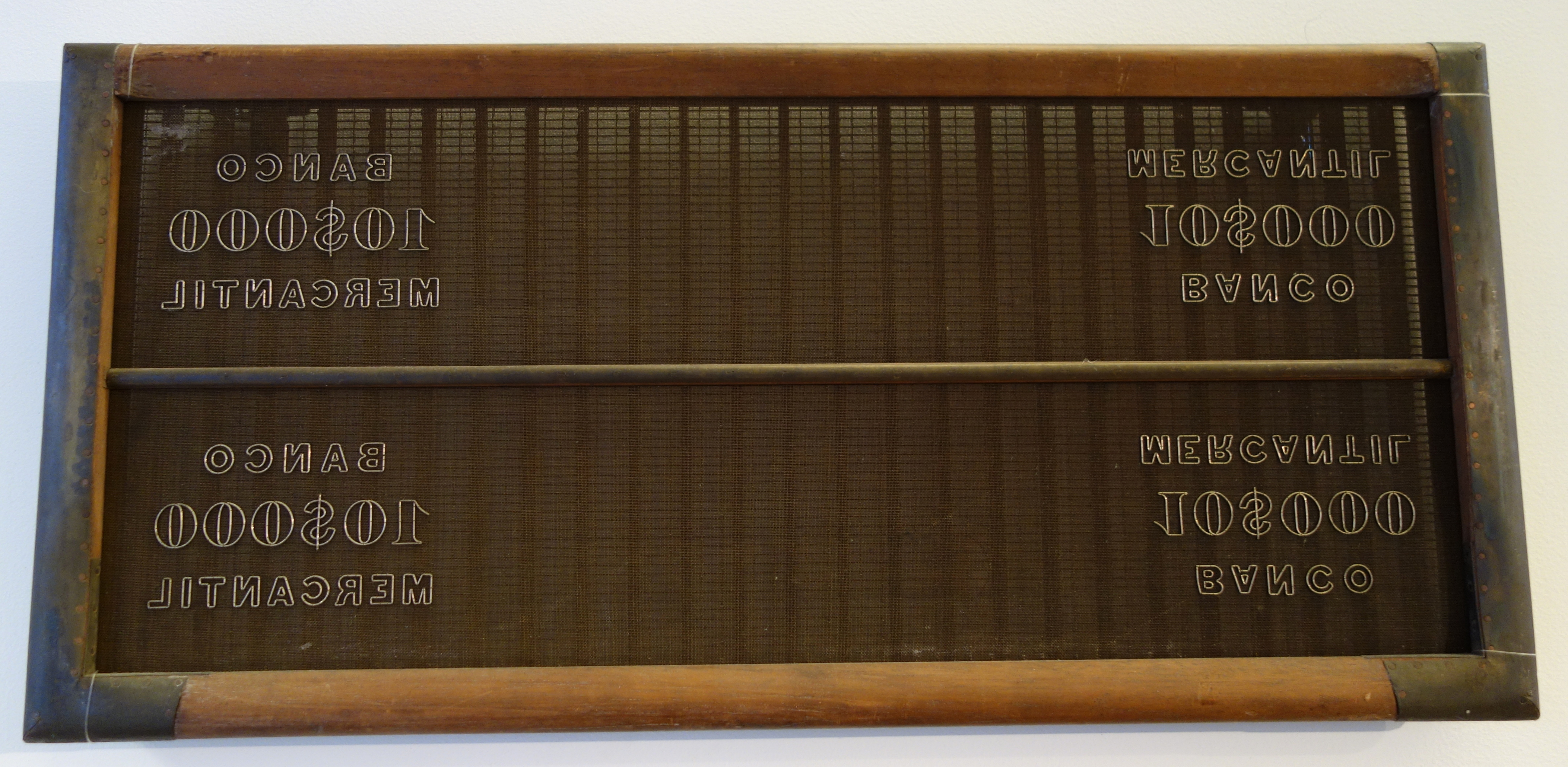
Robert C. Williams Paper Museum
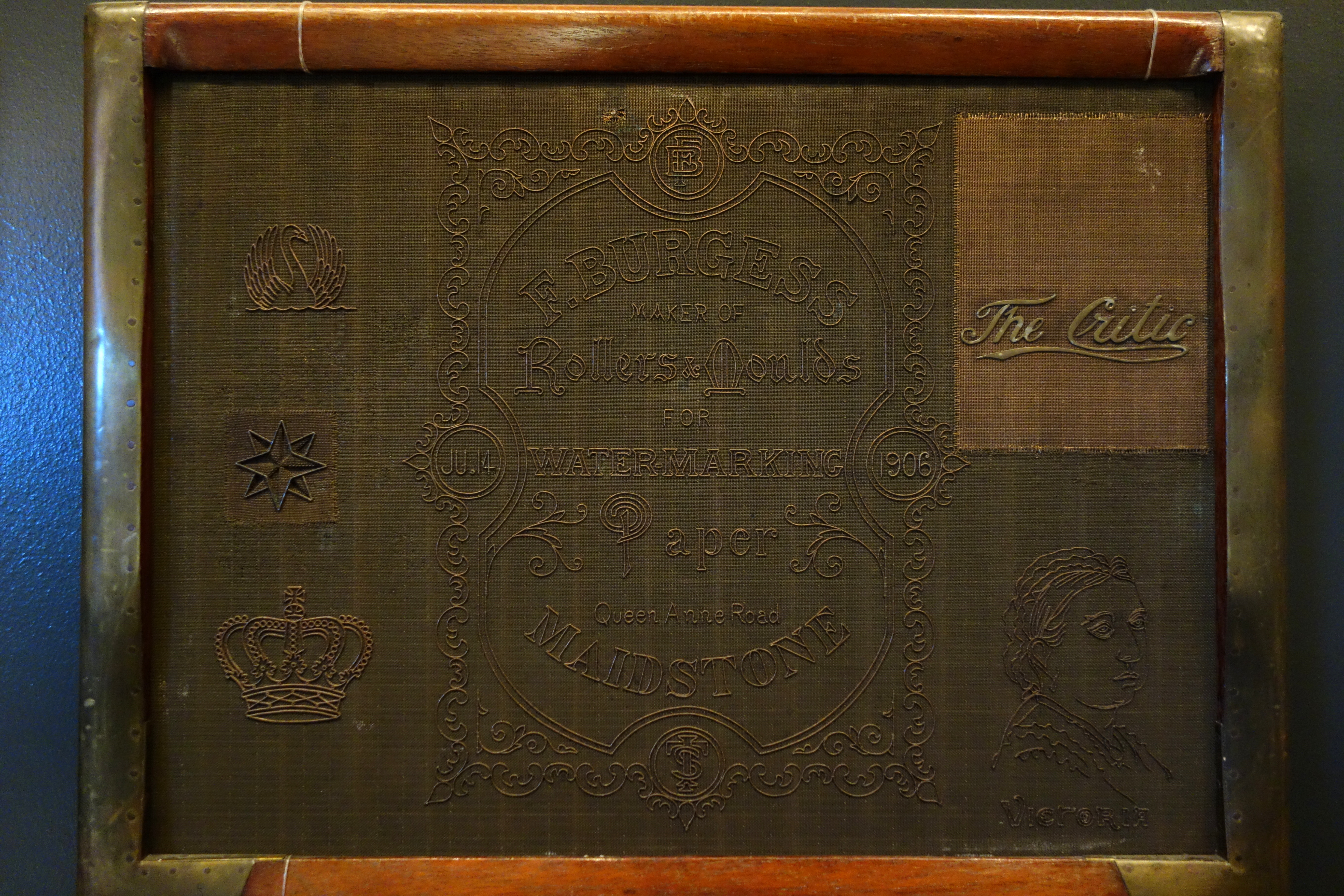
Für Ausstellungszwecke von F. Burgess, Maidstone, England gemachtes Schöpfsieb
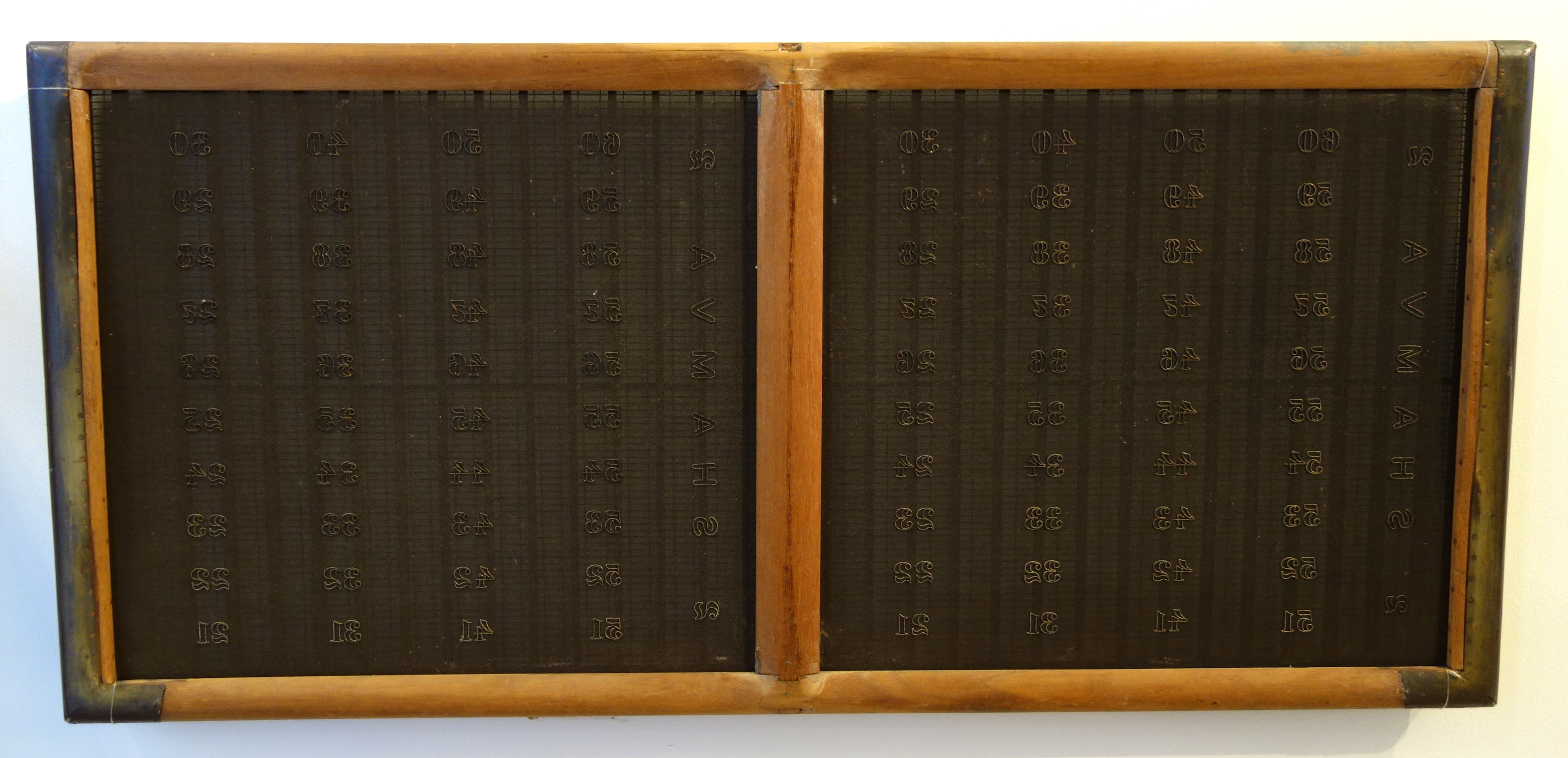
Doppelschöpfsieb für Wertpapierkupons